# Werfen Markt
Werfen (Markt Werfen) ist ein Ort im Pongauer Salzachtal, Land Salzburg, wie auch Hauptort, Ortschaft und Katastralgemeinde (Werfen Markt) der Gemeinde Werfen im Bezirk Sankt Johann (Pongau).

## Geographie
Werfen befindet sich etwa 37 km südlich von Salzburg, 14 km nördlich von St. Johann im Pongau und 7 km nördlich von Bischofshofen.
Es liegt an der Salzach linksufrig auf etwa 550 m ü. A. im Bischofshofen–St.-Johanner Becken, an dessen flussabwärtigen Norderde zwischen Hochkönigmassiv im Westen und Tennengebirge im Nordosten. Südlich zweigt das Fritztal in den Ennspongau ab, nördlich verengt sich das Tal zwischen Gesengköpfl und Zetzenbergkogel, bevor es durch den Tennecker Kessel zum Pass Lueg geht.
Der Ort liegt auf einer Talterrasse am Fuß des Schwarzkogel (1410 m ü. A.), dem nordöstlichen Vorgrat des Hochkönigs. Nördlich am Gesengköpfl (885 m ü. A.) wie auch südlich bei Imlau tritt das Gelände bis an die Salzach, sodass der Ort beengt in einer eigenen kleinen Talbucht liegt; auf der anderen Salzachseite erhebt sich die Talschulter von Schlaming. Beherrschend steht am Nordende des Orts der Werfener Burgberg mit der Festung Hohenwerfen.
| Tenneck ∗          | Wimm (KG, O Wimm oder Scharten (?))         |                                                       |
| Scharten (O u. KG) | Kompassrose, die auf Nachbargemeinden zeigt | Schlaming (O) Dorfwerfen (KG, beide Gem. Pfarrwerfen) |
| Brand              | Imlau (O) Reitsam (KG)                      | Grießl                                                |

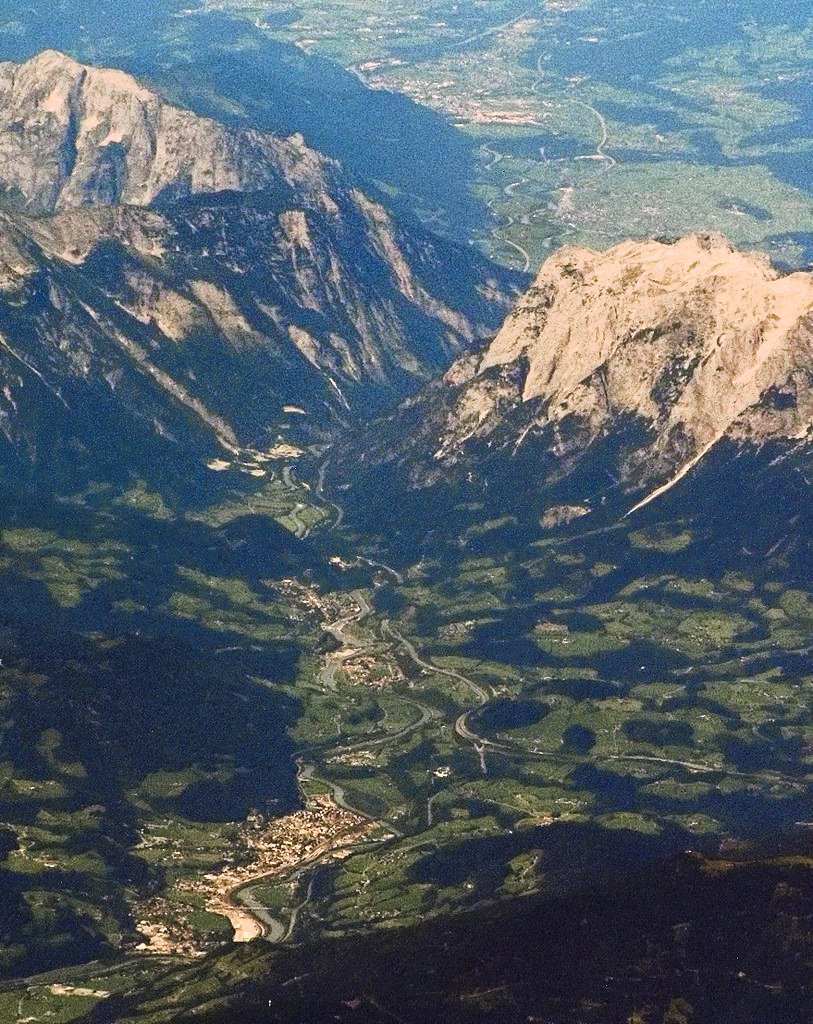
Blick ins Salzachtal nach Norden, von Bischofshofen bis Hallein. Markt Werfen mit Festung untere Mitte

∗ Tenneck gehört zur Ortschaft Wimm oder Sulzau, das grenzt nicht direkt an, da die KGs Scharten und Wimm sich an der Salzach treffen.
(?) Zuordnung unklar

## Geschichte, Infrastruktur und Sehenswürdigkeiten

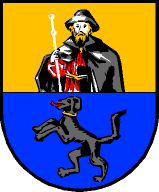
Marktwappen

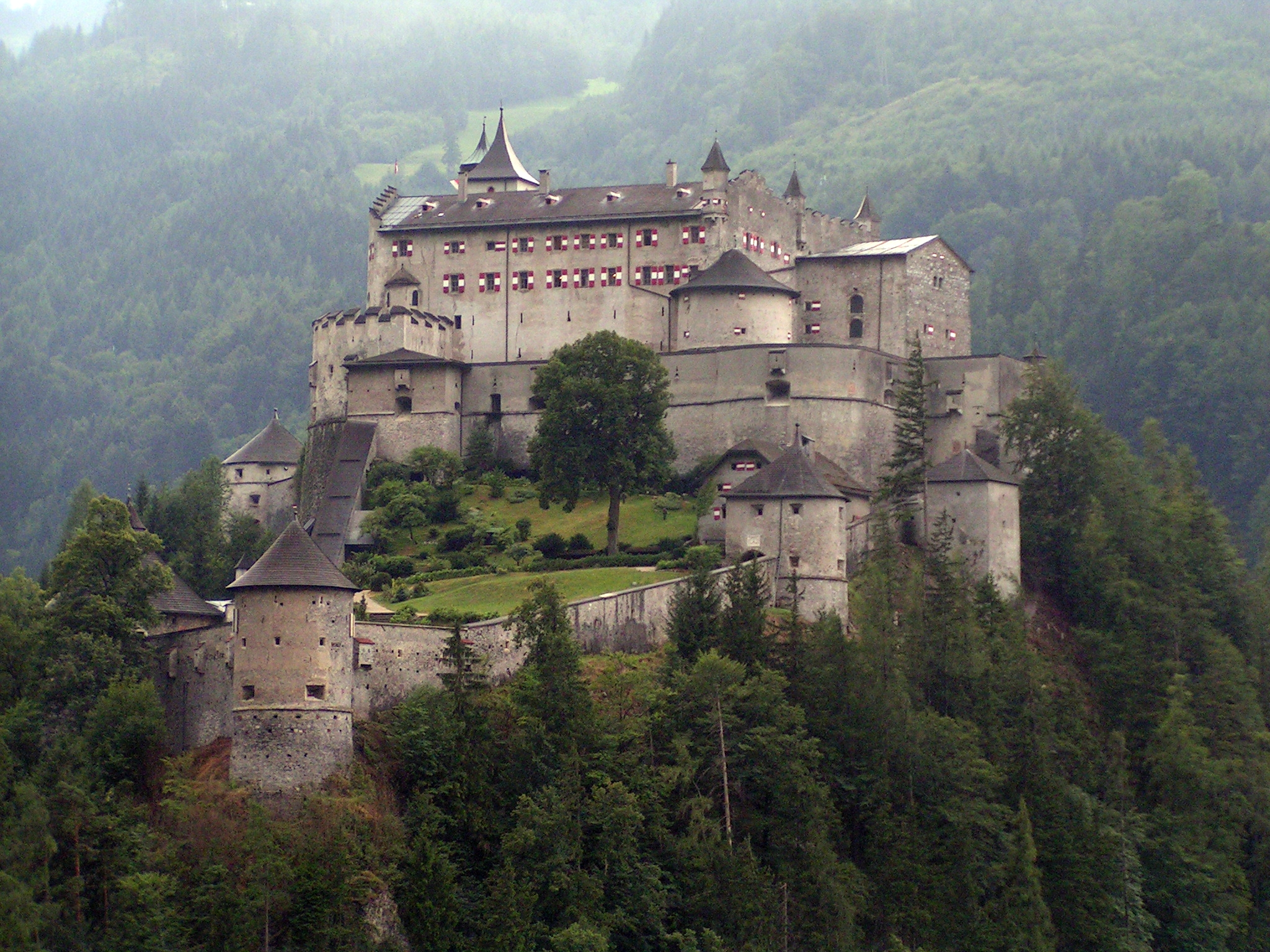
Die Festung von Osten

Das Salzachtal ist seit alters her eine der bedeutendsten Alpentransit-Routen, und die Passage zwischen Werfen und dem Pass Lueg seine natürliche Schlüsselstelle.
Die alte Fernstraße ist heute die Landesstraße B 159 Salzachtal Straße, die direkt durch den Ort verläuft (km 36,6–38,2).
Der Name Werfen steht wohl zu mittelhochdeutsch werve ‚Wirbel, Strudel‘. Ältester urkundlicher Nachweis ist etwa um 1140 (Perhtoldus prefectus de Werven) Der Name bezeichnete ursprünglich wohl den ganzen Talraum: Um 1075 entstand südlich die Pfarre St. Cyriak als Mutterpfarre des Pongau (heute Pfarrwerfen) mit dem Pfarrdorf (Dorf Werfen), hier an der guten Passtelle die Burg (Hohenwerfen). 1160 ist eine Mautstelle aped clusam iuxta Weruen (‚bei der Klause nahe Werfen‘) erwähnt, das kann das spätere Hohenwerfen ebenso sein wie die Passfeste Lueg (oder schlicht die ganze Passage).
Um die Burg entstand der Markt Werfen, wohl ab 1190 als Ort begründet und schon 1242 als marckt genannt.
Die weltliche Verwaltung befand ab dem 12. Jahrhundert auf (Hohen-)Werfen, während die kirchliche Verwaltung bei der Pfarrei blieb, daher hat sich der Ortsname auf mehrere Gemeinden verteilt.
Eine erste Kirche ist um 1322 genannt, eine Jakobuskirche, was auf die Bedeutung für den Durchzugsverkehr verweist. Ihr Nachfolgerbau (Wiederweihe 1404, möglicher Neubau 1516, Neubau 1652–57), die heutige Kirche Hl. Jakobus d.Ä., ist barock. Sie wurde erst 1855 zur Pfarre erhoben.
1425 wurde der Ort mit den Marktprivilegien ausgestattet und ist damit einer der ältesten Märkte im Salzburger Land.
Werfen war das ganze spätere Mittelalter und die Neuzeit hindurch Sitz eines salzburgischen Pfleggerichtes (dessen Bezirk wurde erst 2002 aufgelöst), zuerst auf der Festung, dann im Ort (Bezirksgericht Werfen).
Während der Bauernkriege 1525/26 wurde Werfen kampflos von den Aufständischen eingenommen. Für 1583 ist ein Ortsbrand überliefert. 1731/32 kam es zu einer großen Protestantenvertreibung (Salzburger Exulanten).
1737 machten sich hier die Kapuziner ansässig (Mariahilf).
In den 1870ern entstand am anderen Salzachufer die Kaiserin-Elisabeth-Bahn (Salzburg–Tiroler-Bahn), mit dem Bahnhof Werfen.
1879 entdeckte Anton Posselt die Eisriesenwelt oberhalb von Wimm, die heute größte bekannte Eishöhle der Welt. Sie wurde schon in den 1920er Jahren vom Salzburger Verein für Höhlenkunde gepachtet und als Schauhöhle eingerichtet. Heute ist sie mit jährlich 150.000 Besuchern eine der bedeutendsten Sehenswürdigkeiten Österreichs. Man erreicht sie auf der Serpentinenstraße (Eishöhlenstraße), die unterhalb der Festung die Salzach quert.
Die Festung Hohenwerfen wurde 1931 durch einen Großbrand teilweise zerstört, dann wieder aufgebaut.
Nach dem Zweiten Weltkrieg wurde die Festung bis 1987 von der österreichischen Bundesgendarmerie als Ausbildungsstätte genützt. Heute ist sie bedeutende Schauburg mit Ausstellungen und einer Greifvogelschau.
25. Oktober 1977 wurde die A 10 Tauernautobahn hier eröffnet, mit einer Anschlussstelle Werfen (Exit 43) beim Bahnhof. Der Weiterbau Pfarrwerfen–Eben wurde am 30. Juni 1979 eröffnet, daher erlebte Werfen noch die schlimmste Zeit der Gastarbeiterroute.

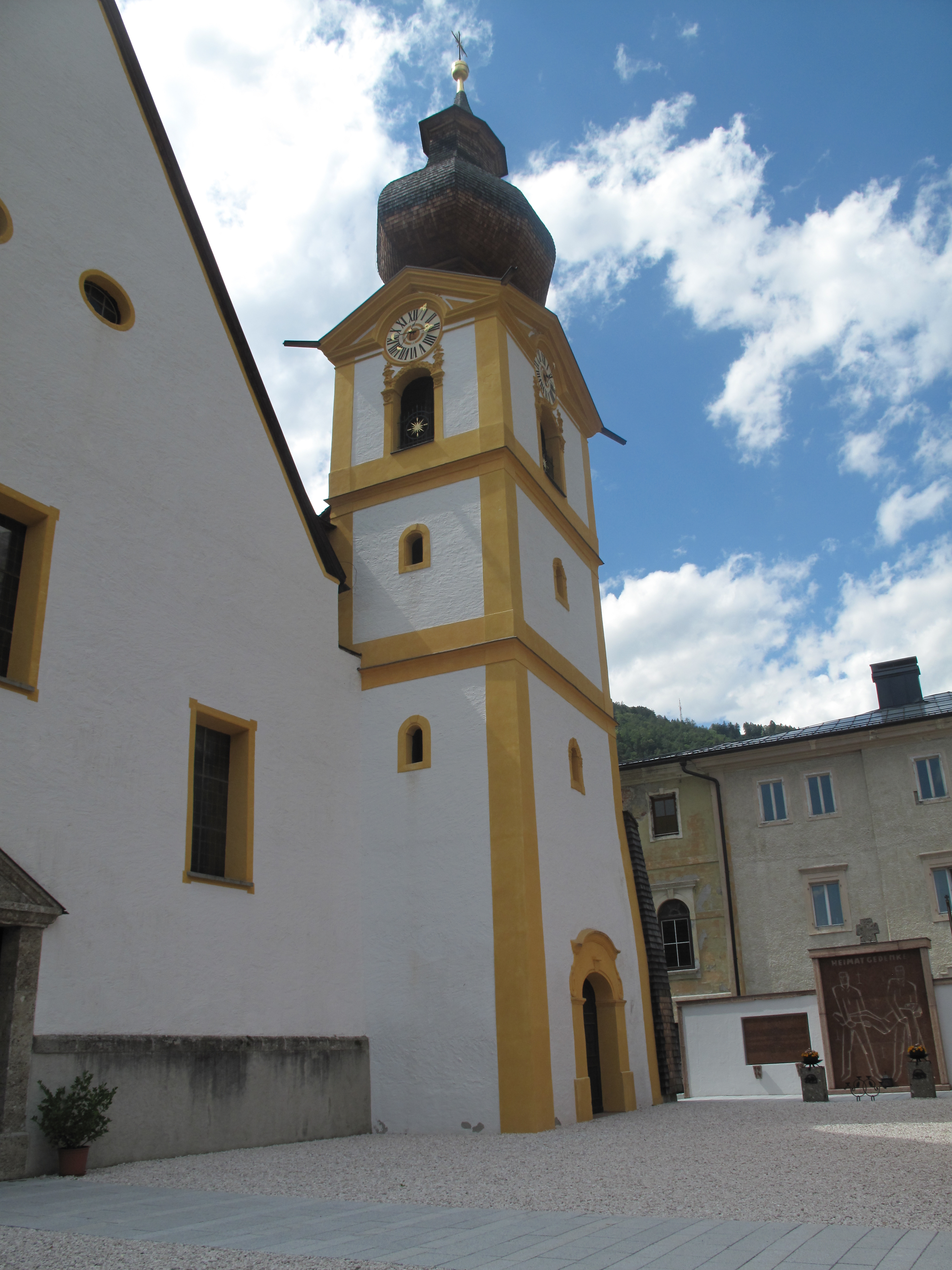
Jakobuskirche, Kirchturm
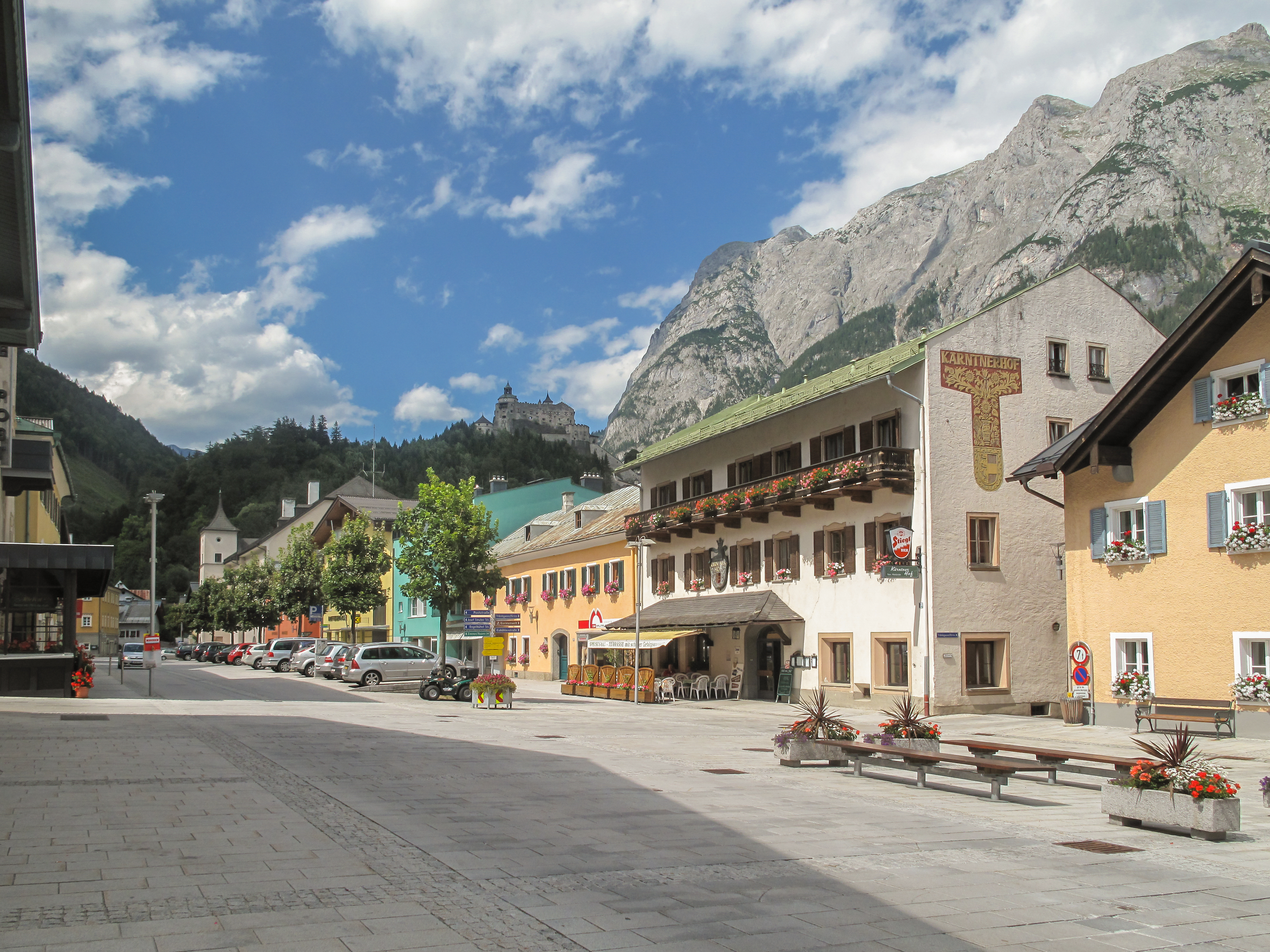
Eine Straße